# Wenn er in die Hölle will, laß ihn gehen
Wenn er in die Hölle will, laß ihn gehen (Original: The Challenge) ist ein 1982 gedrehter Actionfilm von John Frankenheimer mit Scott Glenn und Toshirō Mifune in den Hauptrollen.

## Handlung
Der Boxer Rick Murphy gerät mitten in eine seit über 30 Jahren andauernde Fehde zwischen den japanischen Brüdern Toru und Hideo Yoshida.
Gemäß einer alten überlieferten Familientradition, in der zwei heilige Schwerter von Generation zu Generation weitergegeben wurden, sollte der ältere Bruder Toru die beiden Schwerter von seinem Vater empfangen. Hideo nahm die Schwerter gewaltsam an sich und verlor eines der Schwerter während einer Schlacht im Zweiten Weltkrieg. Toru machte später das Schwert in den USA ausfindig und lässt es nun von Rick nach Japan schmuggeln.
Hideo, inzwischen ein mächtiger Konzernchef, versucht mit allen Mitteln, das Schwert wieder in seinen Besitz zu bringen. Bevor Rick nach Ablieferung des Schwertes wieder in die USA zurückkehren kann, wird er von Ando, einem Handlanger Hideos, in einer Bar gestellt. Dieser zwingt Rick dazu, zu Toru, der eine Kampfschule in Kyoto unterhält, zurückzukehren und sich ihm als Kampfschüler anzubieten. In einen unbeobachteten Moment soll er das Schwert stehlen und gegen eine stattliche Belohnung Ando aushändigen. Eines Nachts gelingt es Rick tatsächlich das Schwert an sich zu nehmen und scheinbar unbehelligt zu fliehen. Unterwegs jedoch plagt ihn plötzlich das schlechte Gewissen und er entschließt sich, das Schwert zurückzubringen. Es stellt sich heraus, dass Toru den Diebstahl vorhergesehen hatte und Rick keinen Augenblick unbeobachtet ließ. Als er Ricks ehrliche Reue erkennt, nimmt er ihn wieder bei sich auf. Rick entwickelt sich zu einem gelehrigen Schüler und talentierten Kämpfer. Während seines Aufenthaltes in Torus Schule freundet er sich mit Torus Tochter Akiko und dem siebenjährigen Jiro, der später ebenfalls ein Schwertkämpfer werden möchte, an. Um an das Gegenstück des Schwertes, das sich noch immer in Hideos Besitz befindet, zu gelangen, fordert Toru seinen Bruder zu einem Duell auf Leben und Tod heraus. Als Toru mit seinen Gefolgsleuten, zu denen auch Rick gehört, seinen Bruder in einem Wald, wo das Duell stattfinden soll, trifft, denkt dieser nicht daran, sich auf die traditionelle Art und Weise zu duellieren und schickt Ando und seine Männer vor, Torus Schwert mit Waffengewalt zu nehmen. Toru und seine Leute können den Angriff abwehren und im Schutze des Waldes entkommen.
Später versucht ein Vertrauter Torus, der offenbar die Seiten gewechselt hat, das Schwert zu stehlen und wird dabei von Jiro überrascht, der ihn am Diebstahl zu hindern versucht und Alarm schlägt. Dabei wird er niedergeschlagen und schwer verletzt. Durch den Alarm aufgeschreckt stellt Toru seinen ehemaligen Vertrauten und tötet ihn mit einem Schwerthieb. Rick, durch die Verletzung Jiros geschockt und von der Ausweglosigkeit ihrer Lage überzeugt, verlässt die Kampfschule fluchtartig und sucht in einem Hotel Unterschlupf, wo ihn Akiko später aufsucht, um ihn zur Rückkehr zu bewegen. Dabei entwickelt sich zwischen beiden eine Romanze.
Während eines traditionellen Straßenfestes wird Akiko von Ando entführt. Daraufhin dringt Toru zunächst allein in Hideos Konzernzentrale ein, um seine Tochter zu befreien und das Gegenstück seines Schwertes zu holen. Rick ist ihm jedoch heimlich gefolgt und unterstützt ihn im Kampf gegen Hideos Sicherheitstruppe. Nachdem sie diese überwunden haben, treffen sie auf Hideo, Ando und Akiko. Hideo, der sich nun doch auf die Familientradition besonnen hat, ist bereit, gegen seinen Bruder einen Schwertkampf auszutragen. Während des Kampfes schießt Ando plötzlich auf Toru und verletzt ihn an der Schulter, wird aber sogleich von Hideo wegen dieser Eigenmächtigkeit enthauptet. Da Toru nicht mehr weiterkämpfen kann, setzt Rick den Kampf für ihn fort. In einem spektakulären Zweikampf gelingt es ihm schließlich, Hideo zu töten.

## Kritik
„Etwas rüde[s] Kampfgetöse […] ‚Frankenheimer gelingen mitunter Einstellungen, die in ihrer sorgfältigen Kadrage, in ihren abgestuften Farbwerten an japanische Landschaftsaquarelle erinnern. Auch die Verfolgungsjagden sind dem Routinier nicht mißraten. Doch aufs Ganze gesehen, ist sein Drei-Kulturen-Film zu sehr amerikanische Schlachtplatte, die mit Dutzenden von Leichen garniert werden muß, um den Kampf zwischen den Kulturen zu lösen‘ (Kölner Stadt-Anzeiger).“ (Jens Golombek: Das große Film-Lexikon. Alle Top-Filme von A–Z, 1995)
„Spannender Abenteuerfilm mit fernöstlichem Flair und zahlreichen authentischen Kampfeinlagen […]. Die nachdenkliche Reflexion über die gewaltigen Kulturunterschiede im heutigen Japan werden allzu häufig überdeckt durch die exzellent gefilmten, aber äußerst grausamen Kämpfe.“ (Lexikon des internationalen Films)

## Wissenswertes
- Atsuo Nakamura, der Darsteller des Hideo, war zum Zeitpunkt des Drehs erst 42 Jahre alt und musste auf älter getrimmt werden. In den Rückblenden konnte er im „Original“ auftreten. Beim 62-jährigen Toshiro Mifune (Toru) war es genau umgekehrt.
- Die japanischen Dialoge wurden zum Teil im Originalton belassen, zum Teil von den Synchronsprechern übernommen.
- Drehorte waren u. a. der Shokuji-Tempel und das Internationale Konferenzzentrum Kyoto (Kyōto).[1]
- In Folge einer Neuprüfung der FSK wurde der Film von der Altersfreigabe ab 18 Jahren auf die Freigabe ab 16 Jahren heruntergestuft.